# Викопний слід

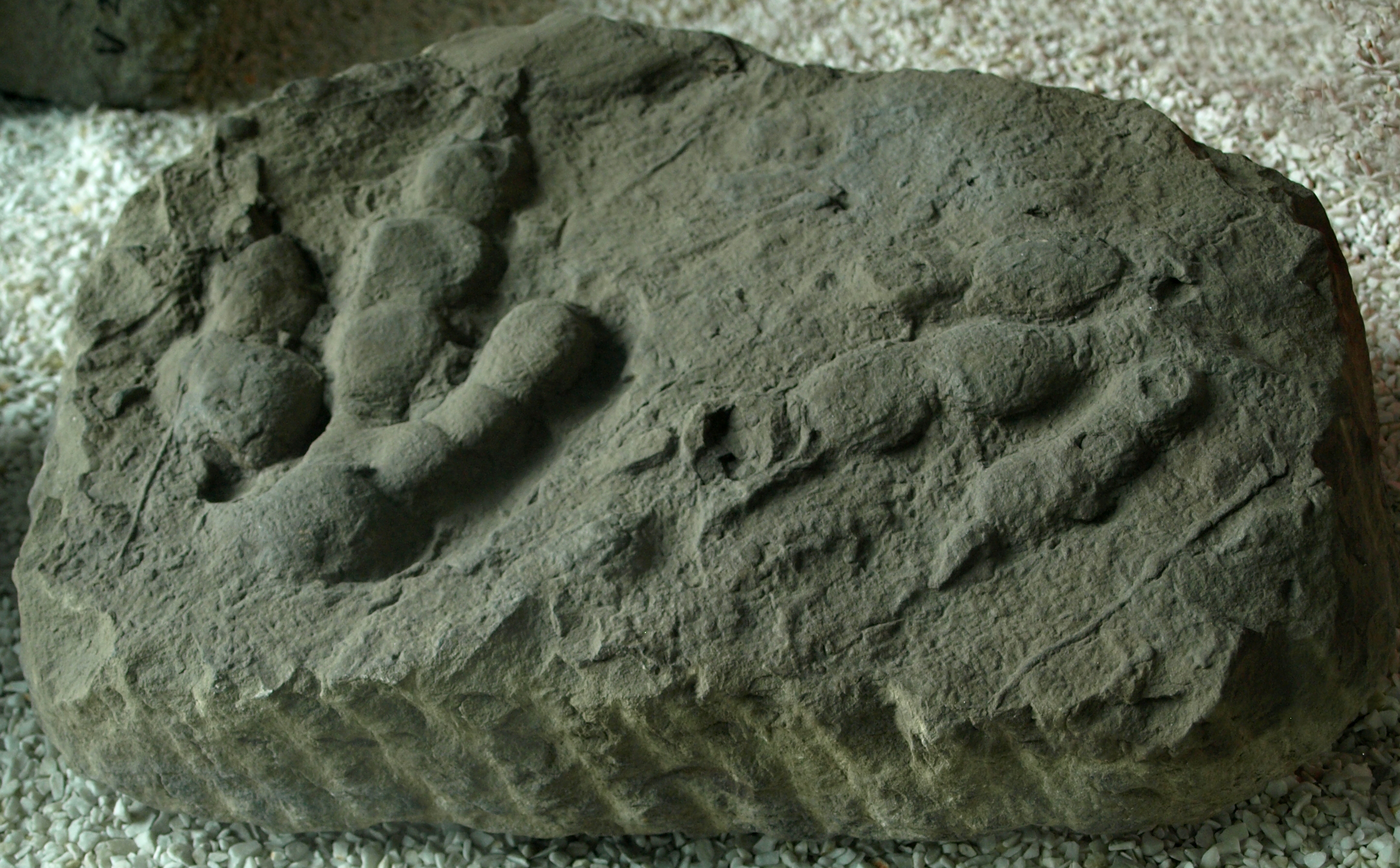
Реверс іхніта відбитка Jialingpus yuechiensis, виставлений у Палеозоологічному музеї Китаю.

Викопний слід або іхніт (грец. ιχνιον (ichnion) — доріжка, слід або слід) — це послідовність викопних слідів, залишених одним організмом. Протягом багатьох років у всьому світі знайдено багато іхнітів, які дають важливі підказки про поведінку (і структуру ніг і крок) тварин, які їх створили. Наприклад, численні іхніти одного виду, розташовані близько один до одного, припускають «стадну» або «зграйну» поведінку цього виду.

## Опис

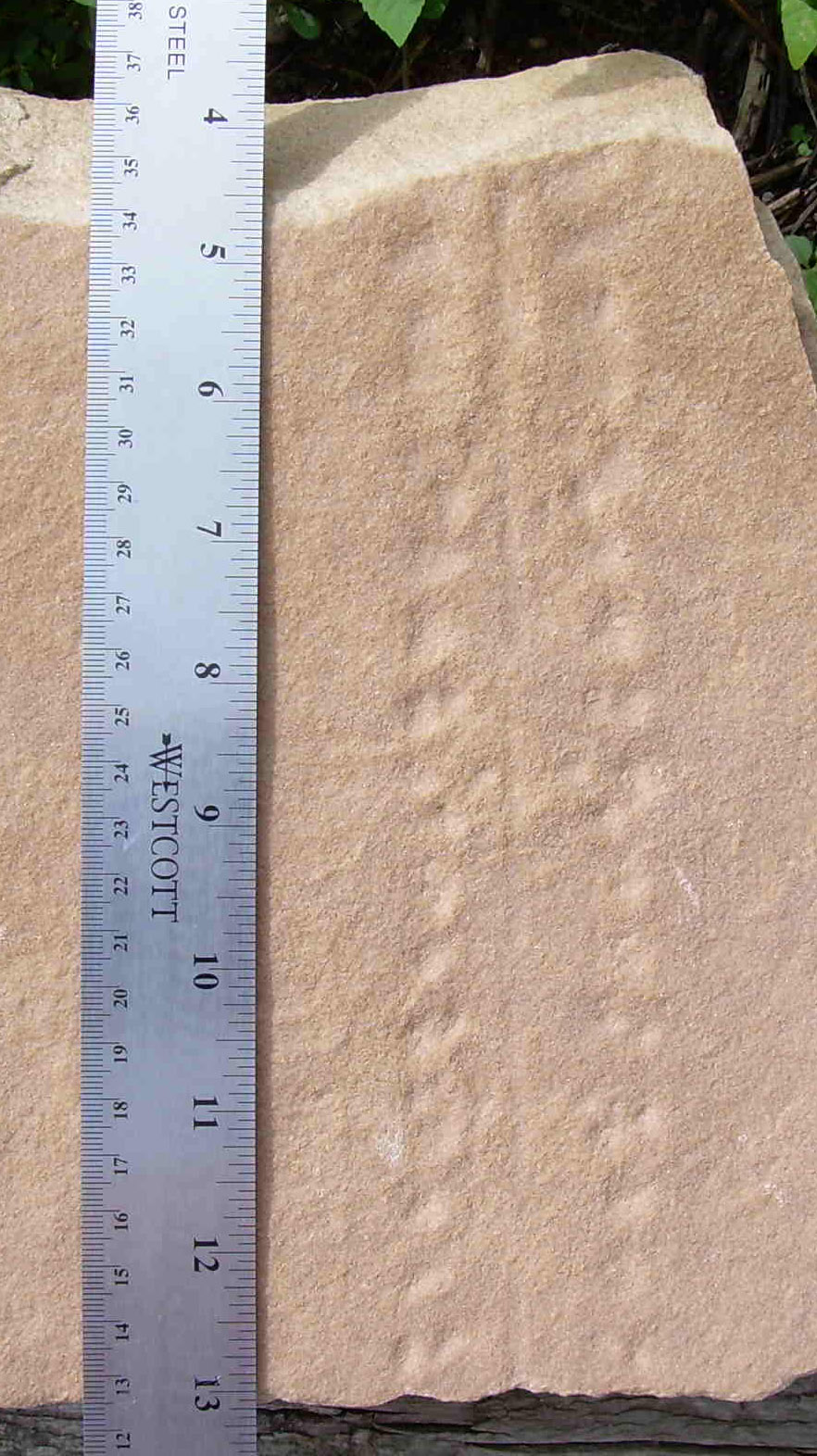
Викопні шляхи протичнітів в осадових породах.

Комбінації слідів ніг різних видів дають підказки про взаємодію цих видів. Навіть набір слідів однієї тварини дає важливі підказки щодо того, була вона двоногою чи чотириногою. Таким чином припустили, що деякі птерозаври, перебуваючи на землі, використовували свої передні кінцівки.
Потрібні спеціальні умови, щоб зберегти відбиток, зроблений на м'якому ґрунті (наприклад, алювіальна рівнина або осадовий відклад). Можливим сценарієм є берег моря чи озера, який висох до твердого мулу в спекотних і сухих умовах, а потім замулився.
Перший іхніт був знайдений у 1800 році в Массачусетсі, США, фермером, на ім'я Пліній Муді, який знайшов довгі скам'янілі сліди (31 см). Вчені Гарварду та Єльського університету вважали, що вони належать «Ворону Ноя».
Знаменита група іхнітів була знайдена у вапняковому кар'єрі в Ардлі, 20 км на північний схід від Оксфорда, Англія, 1997 рік. Вважалося, що їх створив мегалозавр і, можливо, цетіозавр. Є копії деяких із цих слідів, встановлені на галявині Музею природної історії Оксфордського університету (OUMNH).
Істота Cheirotherium довгий час і, можливо, досі була відома лише за його скам'янілим слідом. Його сліди були вперше знайдені в 1834 році в Тюрінгії, Німеччина, і датуються пізнім тріасовим періодом.
Найбільші відомі сліди динозаврів, що належать зауроподам і датуються ранньою крейдою, були знайдені на північ від Брума на півострові Дампір, Західна Австралія, з деякими слідами розміром 1,7 м. 3D-цифрове документування слідів має перевагу в тому, що дозволяє дистанційно детально досліджувати іхніти і розповсюджувати дані колегам та іншому зацікавленому персоналу.

## Викопні шляхи

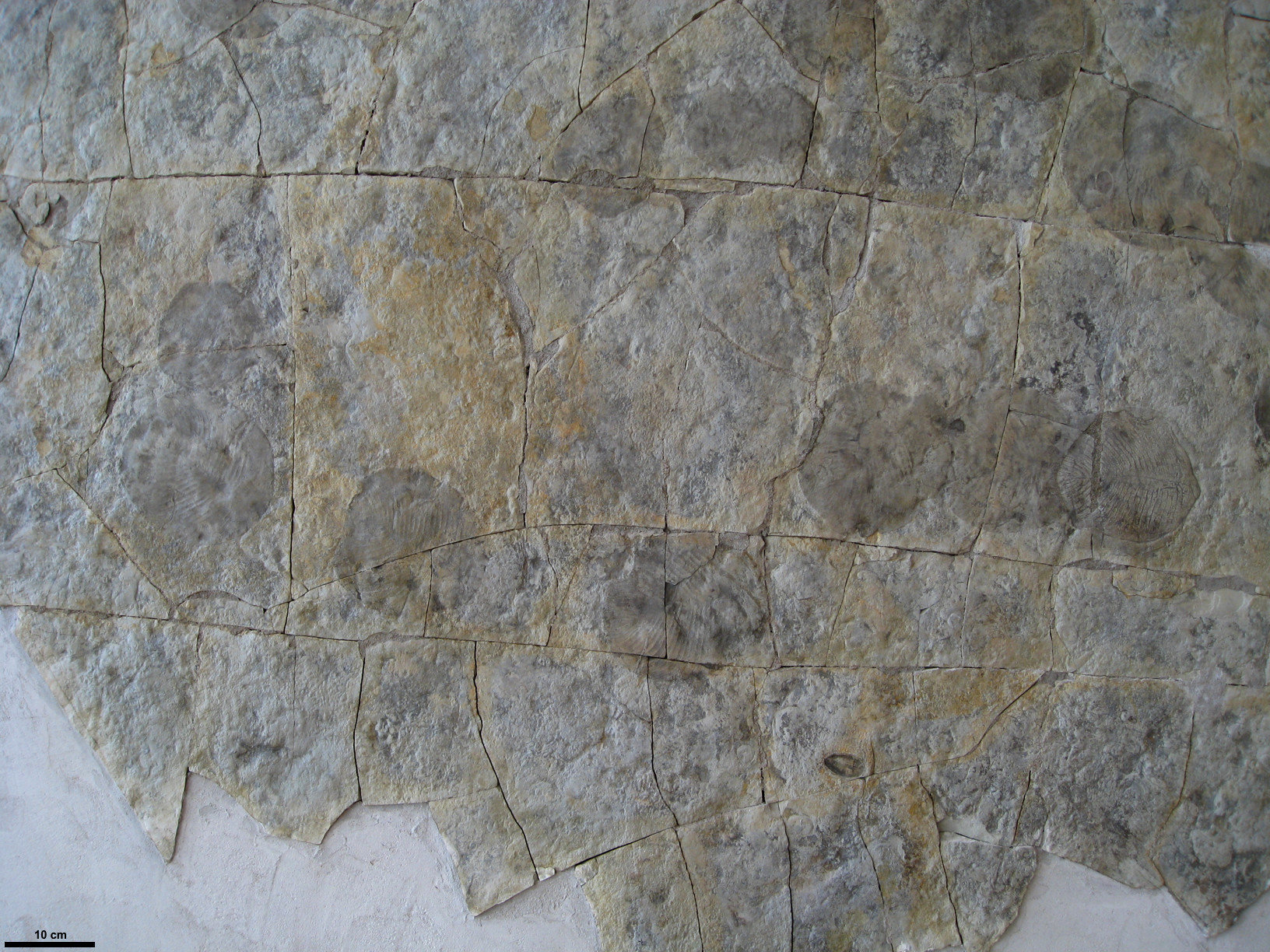
Йоргія, з Едіакара на півночі Росії.

Багато викопних стежок були зроблені динозаврами, ранніми чотириногими та іншими чотириногими та двоногими тваринами на суші. Морські організми також проклали багато стародавніх шляхів (таких як сліди трилобітів і евриптеридів, таких як Hibbertopterus).
Деякі основні типи викопних шляхів:
1. сліди ніг
2. волочіння хвоста
3. сліди перетягування живота
4. ланцюжок відбитків тіла — (приклад: Yorgia)
5. відбиток тіла — (Monuron trackway, комаха)

Більшість скам'янілих слідів — це відбитки ніг на суші чи підземних водах, але інші типи істот залишать характерні відбитки. Відомі приклади істот, що живуть або частково живуть у водному середовищі. Викопні рештки роду Arthropleura типу «багатоніжок» залишили на суші свої багатоногі шляхи.

### Шляхи гомінідів

#### Африка

##### Танзанія
Деякі з найдавніших шляхів для предків людини були виявлені в Танзанії. Маршрут Лаетолі відомий слідами гомінін, що збереглися у вулканічному попелі. Після того, як сліди були зроблені в порошкоподібному попелі, м'який дощ зацементував шар попелу в туф, зберігаючи відбитки. Відбитки гомінідів були зроблені трьома індивідами, один ходив по слідах іншого, що ускладнювало виявлення оригінальних слідів. Оскільки сліди ведуть в одному напрямку, їх, можливо, створила група, але немає нічого, що могло б підтвердити спільну реконструкцію нуклеарної сім'ї, яка разом відвідує водопій.

##### Південна Африка
У Південній Африці знайдено дві стародавні доріжки зі слідами ніг: одну в Лангебані та одну в Нахуні. Обидва шляхи залягають у вапнякових еоліанітах або затверділих піщаних дюнах. У Нахуні збережено у вигляді зліпків стежки принаймні п'яти видів хребетних, у тому числі сліди трьох гомінідів. Відбитки в Лангебаані є найдавнішими відбитками ніг людини, їм приблизно 117 000 років.

#### Австралія

##### Новий Південний Уельс
Двадцять шість викопних слідів людини були знайдені в районі озер Вілландра, що прилягає до озера Гарнпунг, і складаються з 563 слідів людських ніг 19 000—20 000 років тому.

### Ранні тетраподи
Найдавніші наземні істоти (насправді наземно-морські прибережно-річково-болотні місцевості) залишили перші наземні сліди. Вони варіюються від чотириногих до проторептилій та інших.
Себастьян Фойгт, Девід Берман і Емі Хенрічі в журналі Journal of Vertebrate Paleontology опублікували роботу, де описали незвичайно детальні сліди, залишені в дрібнозернистому нижньопермському мулі формації Тамбах у Центральній Німеччині, а також винятково повні скам'янілі скелети в тих самих шарах віком 290 мільйонів років. Вони зіставили два найпоширеніших сліди з двома найпоширенішими травоїдними, схожими на рептилій, відомими як Diadectes absitus (з псевдонімом сліду Ichniotherium cottae) і Orobates pabsti (з псевдонімом сліду Orobates pabsti).
Пермо-кам'яновугільний період острова Принца Едуарда, Канада, містить сліди чотириногих молюсків і рептилій. Датувати їх допомагають макрофлорні та палінологічні відомості.
Ірландія є місцем пізнього середньодевонського тетраподного шляху на трьох ділянках на острові Валентія в складі сланцевої формації Валентія.
Найдавніші викопні сліди примітивних чотириногих молюсків в Австралії зустрічаються в ущелині річки Генуя, штат Вікторія, починаючи з девону 350 мільйонів років тому.

### Доріжки динозаврів

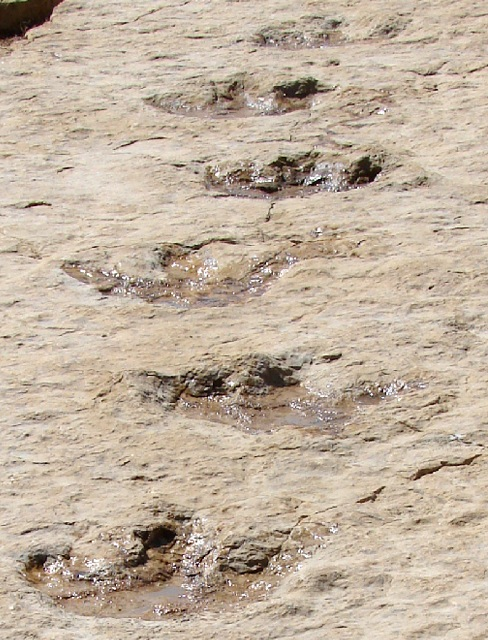
Доріжка динозаврів Аравійського півострова.

Динозаври жили на континентах до появи трав («Епоха трав» еволюціонувала з «епохою ссавців»); динозаври жили в тріасовому, юрському та крейдяному періодах і залишили багато шляхів, як від рослиноїдів, так і від м'ясоїдів, у різних шарах мулу та піску.
За допомогою наукового аналізу, фахівці з динозаврів тепер досліджують сліди, щоб визначити швидкість ходьби або швидкість бігу всіх категорій динозаврів, включаючи великих рослиноїдних тварин, але особливо швидких 3-палих мисливців за м'ясом. Також досліджуються докази стадної поведінки та зграйного полювання.

##### Намібія

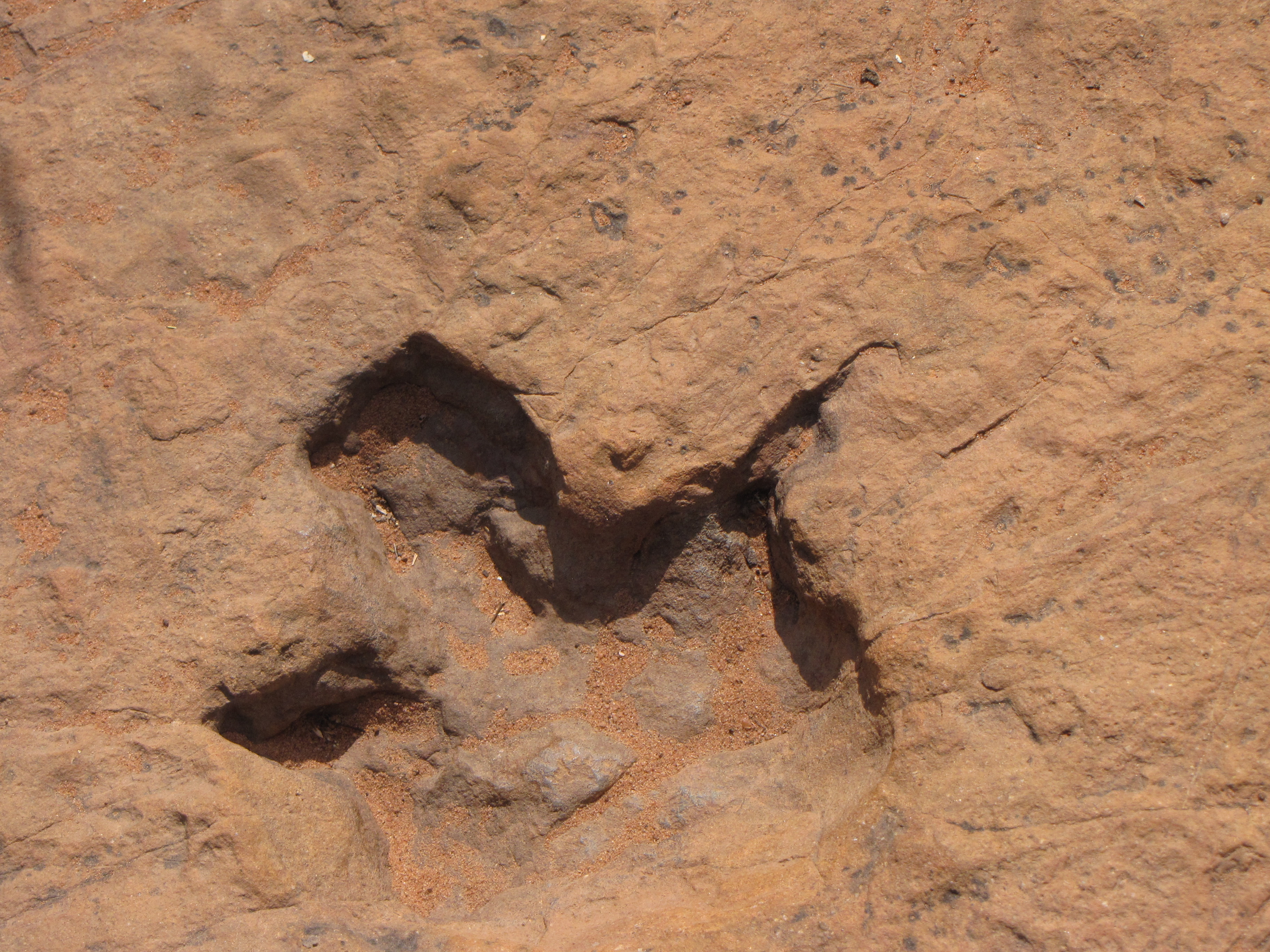
Скам'янілість слідів динозавра в Отіхаенампареро

У північно-центральній Намібії є стежка динозаврів у пісковику на території, яка зараз є приватною фермою Otjihaenamparero. Більші сліди цератозавра, менші — синтарзуса. Вважається, що відбиткам близько 190 мільйонів років.

##### Зімбабве
У нижній частині Зімбабвійської рифтової долини є шлях із рожевого пісковику віком 140 млн років у районі Чевор. Невеликий розмір сліду означає, що це стежка молодого, ймовірно, карнозавра.

#### Північна Америка

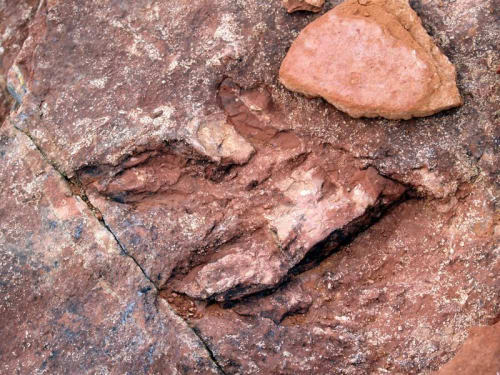
Ймовірний слід дилофозавра з парку штату Червоний Фліт, північно-східна Юта.

Західні регіони Північної Америки, особливо західний кордон Західного внутрішнього морського шляху, є звичайними для стежок динозаврів. Вайомінг має сліди динозаврів з пізньої крейди, 65 млн років.

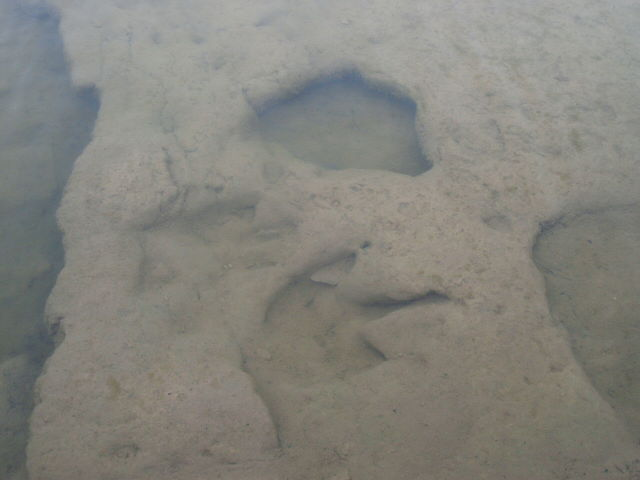
Сліди теропод і зауроподів під водою в річці Палуксі

У Сполучених Штатах сліди та стежки динозаврів знайдені у формації Глен-Роуз, найвідомішою з яких є річка Палуксі в парку Долина динозаврів. Це були перші науково задокументовані сліди завроподи, які були визнані Національною природною пам'яткою США в 1969 році. Деякі з них досягають приблизно 3 футів у поперечнику. Вважається, що відбитки спочатку зберігалися в припливній рівнині або в лагуні. Є сліди двох видів динозаврів. Перший тип слідів походить від зауропода і зроблений твариною довжиною від 30 до 50 футів, можливо, брахіозавридом, таким як Pleurocoelus, а другий — тероподою, твариною завдовжки 20—30 футів, можливо, акрокантозавр. Були запропоновані різні сценарії, щоб пояснити сліди, але, швидше за все, вони представляють дванадцять зауроподів, «ймовірно, як стадо, за якими трохи пізніше йдуть три тероподи, які, можливо, переслідували або не переслідували, але, звичайно, не атакували».
Інші приклади:
- Сліди динозаврів поблизу Моава, штат Юта[21]
- Заповідник слідів динозаврів у Холіоку, Массачусетс, США
- Місце слідів динозаврів Red Gulch, штат Вайомінг
- Національний пам'ятник доісторичних шляхів біля Лас-Крусес, Нью-Мексико
- Шляхи долини річки Коннектикут у Новій Англії
- Стежка динозаврів у державному парку Клейтон-Лейк поблизу Клейтона, Нью-Мексико

#### Китай
Доріжка динозаврів Ганьсу в Національному геопарку динозаврів Люцзяцзя в Янгуося, Китай, містить сотні слідів, зокрема 245 слідів динозаврів, 350 тероподів, 364 зауроподів і 628 орнітоподів.

#### Австралія
Доріжка Lark Quarry у Квінсленді містить трипалі сліди, зроблені орнітоподними динозаврами, які перетинають річку. Колись вважалося, що вони являють собою великого хижака, який переслідує змішану зграю малих орнітопод і теропод, але це оскаржено в 2011 році

### Доріжки ссавців
Сліди ссавців є одними з найменш поширених шляхів. Ссавці рідко залишають сліди в мулі або річкових середовищах, а частіше їх можна знайти в лісах або на луках. Тому більш ранні чотириногі або проточетвертоногі залишали б найбільше викопних слідів. Прикладом таких слідів є доріжки чотириногих, які протягом певного періоду часу простягалися через лісову територію Вальхійського лісу Брюле в Новій Шотландії.

## Галерея зображень

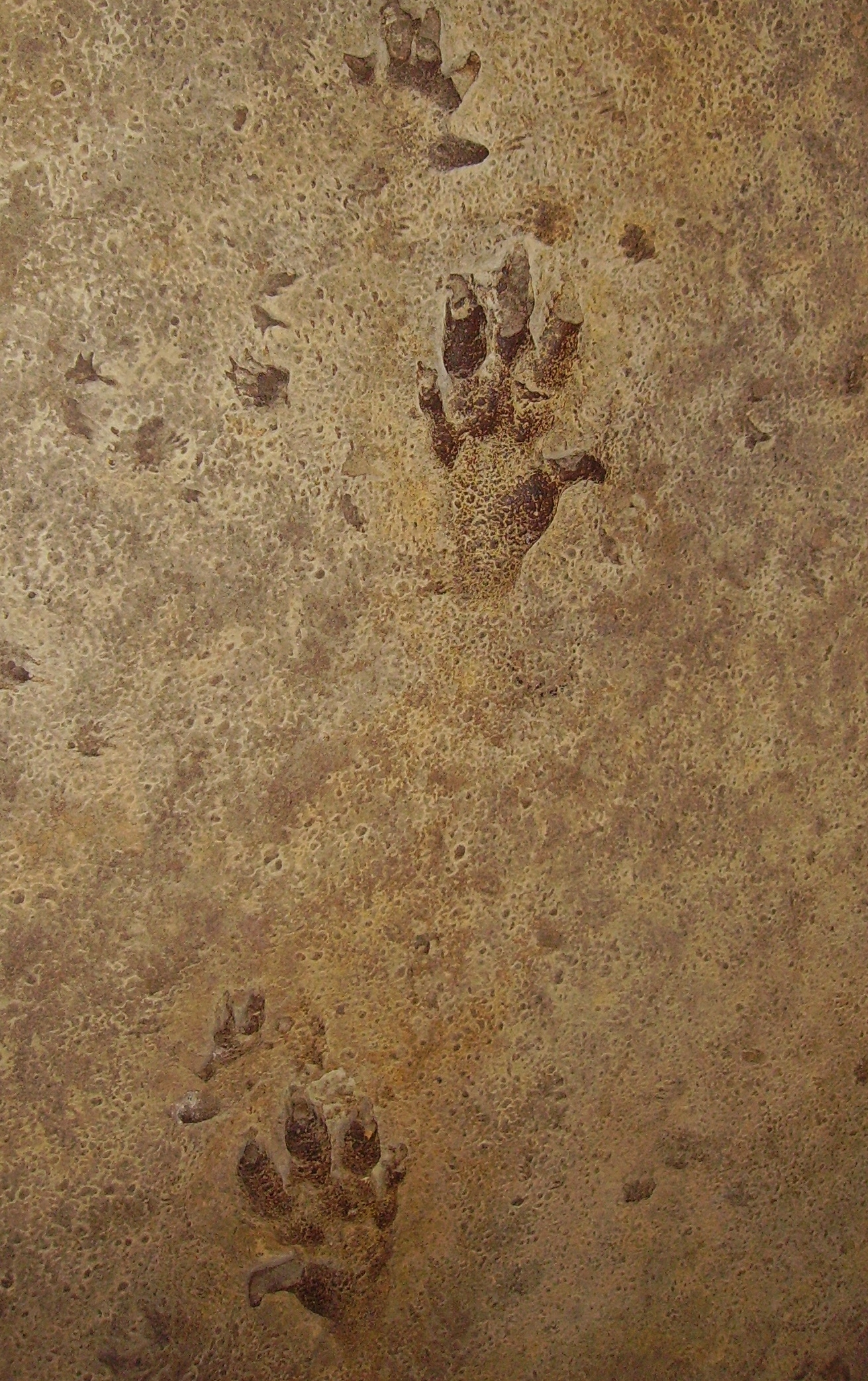
Cheirotherium
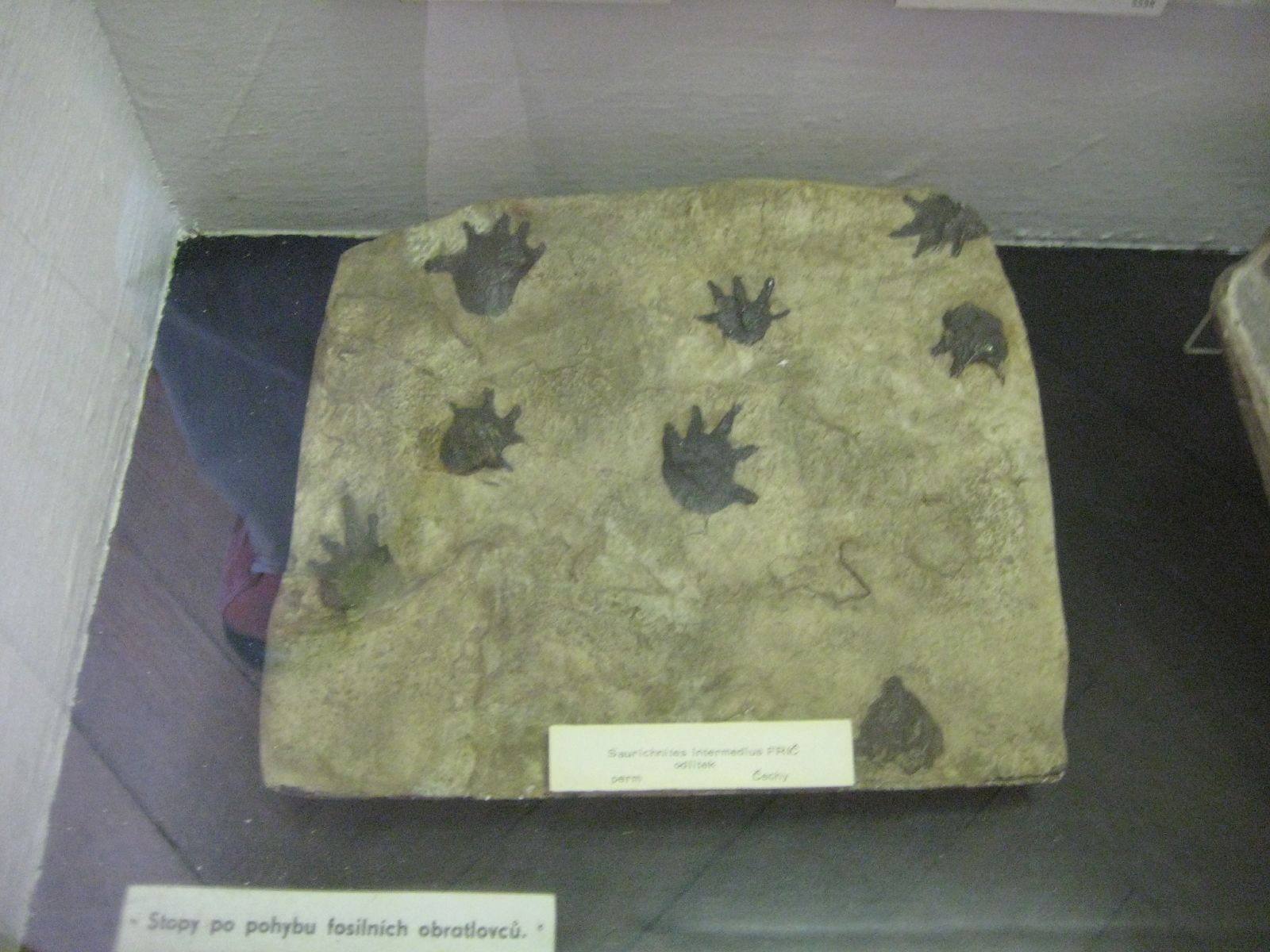
Saurichnites intermedius
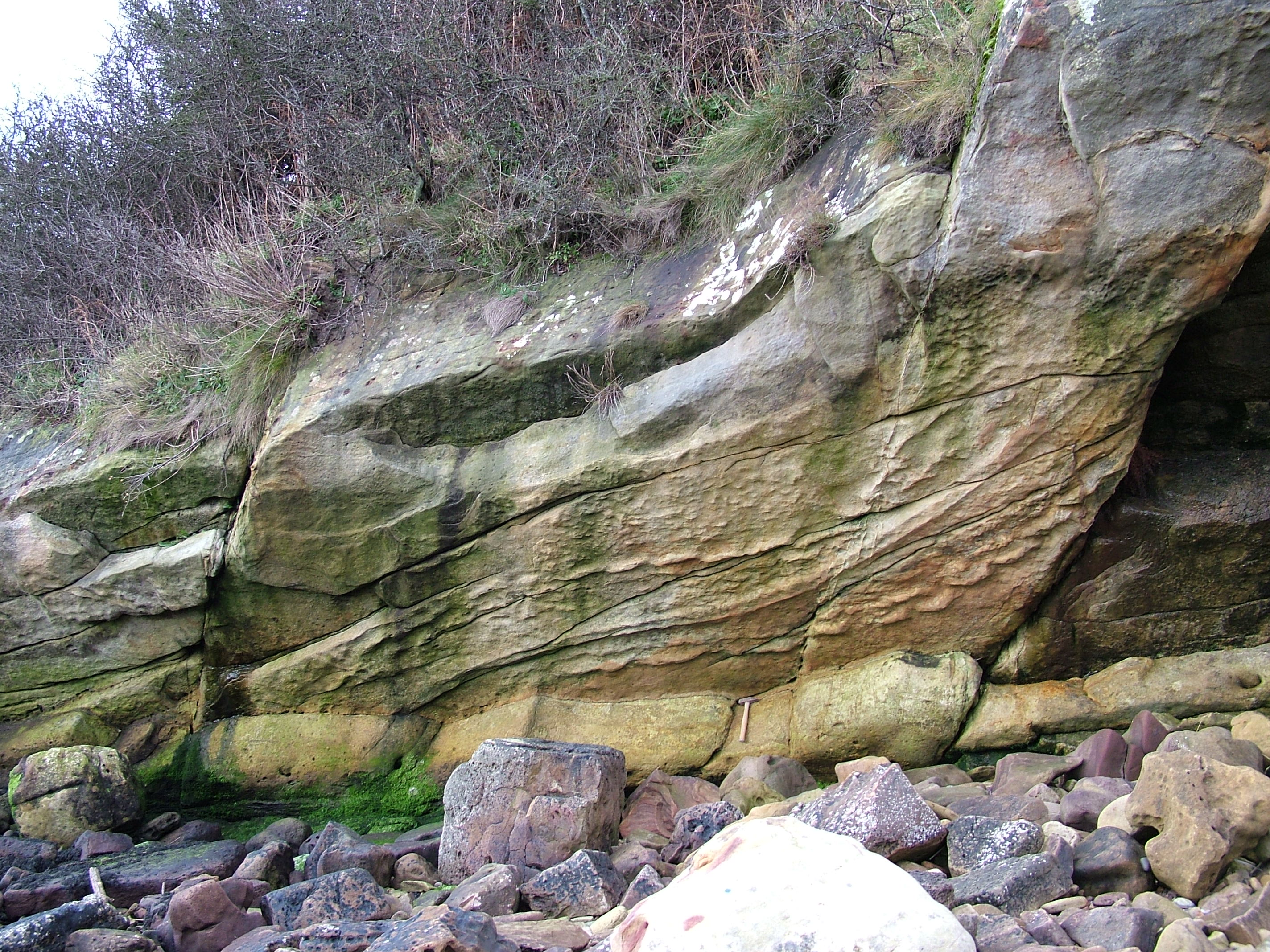
Hibbertopterus